# Cinturão de Gould
O Cinturão de Gould é um anel parcial de estrelas de cerca de 3 000 ly de extensão, inclinado em relação ao plano galáctico por cerca de 16 a 20 graus. Contém várias estrelas do tipo O e B, e pode representar o braço espiral do qual o Sol é um membro — cerca de 325 anos-luzes do centro. Acredita-se que o cinturão tenha 30 a 50 milhões de anos de idade, com sua origem sendo incerta. Foi nomeado em homenagem a Benjamin Gould, que identificou o cinturão em 1879.